# Jessica Abel
Jessica Abel (Chicago, 1969) es una historietista estadounidense, conocida por sus trabajos Life Sucks, Drawing Words & Writing Pictures, Soundtrack, La Perdida, Mirror, Window, Radio: An Illustrated Guide (en colaboración con Ira Glass) y la antología Artbabe .
Abel ha declarado que la mayor parte de su trabajo no es autobiográfico, y que aunque es feminista, su trabajo no es explícitamente político.

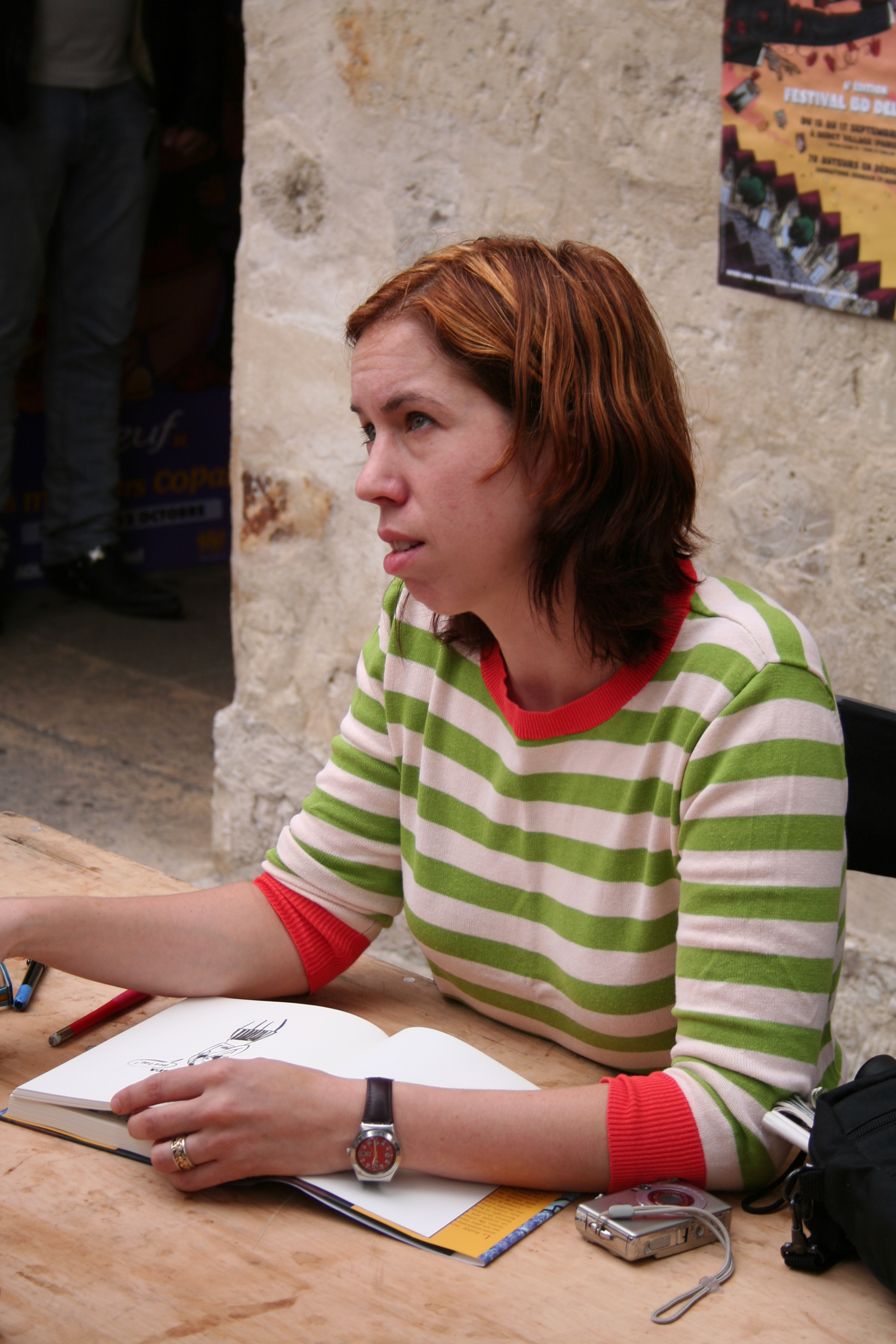
Abel en el Festival Delcourt en París, Francia en 2006.

## Biografía
Abel nació en 1969 en Chicago, Illinois, y fue criada en el área metropolitana de Chicago. Se graduó en la escuela Evanston Township. Asistió a la Universidad Carleton en 1987–88 y luego pasó a la Universidad de Chicago, donde  publicó su primer trabajo de cómics en 1988, en la antología estudiantil Breakdown. Además,  trabajó durante tres años en la administración de la Escuela del Instituto de Arte de Chicago. Se graduó con un título de Bachelor of Arts.

## Carrera
Abel comenzó a publicar por sí misma su libro de historietas Artbabe, que era fotocopiado y cosido a mano, en 1992; este fue seguido por cuatro ediciones de aparición anual. La autora ganó luego una beca Xeric Foundation que le permitió publicar y distribuir la quinta edición. Esta fue la primera edición de Artbabe creada profesionalmente y fue subtitulada The Four Seasons (Las cuatro estaciones).
Con la publicación de la edición Xeric, Abel llamó la atención del publicista Gary Groth, de Fantagraphics, quien le ofreció publicar Artbabe. Cada número de esta obra contenía una o más historias completas: Abel no creó ninguna otra obra secuencial hasta La Perdida, en 2000. El personaje Artbabe, que aparece en todas las tapas, no aparece en ninguna de las historias.
En 1998, Abel se mudó a la Ciudad de México junto a su novio, ahora marido, el historietista Mat Madden. En 1999, Artbabe entró en un hiato. Entre 1996 y 2005, Abel hizo una serie de historietas periodísticas de una página para la Revista de la Universidad de Chicago y también participó en el libro Radio: an Illustrated Guide para el programa de radio This American Life. Este libro muestra cómo se hace un episodio del programa radial y contiene reportajes sobre el detrás de escena y una guía sobre cómo crear un programa de radio en casa.
Después de que dos años en Ciudad de México, Abel se mudó a Brooklyn, Nueva York. Abel creó una serie de cinco ediciones y 250 páginas, La Perdida. Publicada por Fantagraphics Books, trata sobre una mujer méxico-estadounidense, Carla, criada por su madre anglo, quien se muda de repente a la Ciudad de México para buscar su identidad.
Abel da clases universitarias de historieta en la Escuela de Artes Visuales de Nueva York y da talleres en otros lugares. Apareció como personaje en la historia de contratapa de Hate #10, de Peter Bagge.
Abel escribió y dibujó La Perdida, publicada primero por Fantagraphics Books entre 2000 y 2005 como miniserie de cinco partes. La historietista revisó el texto para su compilación y publicación en un volumen de encuadernación cartoné en 2006 por la editorial Pantheon Books. El libro recibió críticas positivas.
En 2008, Abel y Madden produjeron Drawing Words and Writing Pictures para First Second. El libro es producto de los años que los autores pasaron como maestros; se trata de un manual exhaustivo sobre la creación de cómics. En el mismo año, Abel colaboró con Life Sucks, escrito junto a Gabe Soria y Warren Pleece.
En 2012, Abel y Madden se encontraban trabajando en el segundo volumen de Drawing Words and Writing Pictures, llamado Mastering Comics.

## Exposiciones
Las exposiciones unipersonales de Abel incluyen Corridoio Altervox en Roma, en la Galería Phoenix de Brighton; el Festival Internacional de Cómics de Oporto, en Portugal; Viñetas desde o Atlántico en La Coruña, España; y en la Comicon de Naples.
Sus exposiciones grupales incluyen la Galería Jean Albano en Chicago, Athaneum, Stripdagen, en Holanda; las galerías Davidson en Seattle; la Galería Forbes en Hyde Park Art Center, en Nueva York; la Galería Regina Miller y la Galería Vox en Filadelfia; el Centre National de la Bande Dessinée et de l'Image en Angoulême, Francia; y el Museo Norman Rockwell en Stockbridge, Massachusetts.

## Premios y honores
- Premio Harvey[4]
- Chicago Artists International Program Grant[4]
- Xeric Grant[4]